# Jagdgeschwader 101
Jagdgeschwader 101 (dobesedno slovensko: Lovski polk 101; kratica JG 101) je bil lovski letalski polk (Geschwader) v sestavi nemške Luftwaffe med drugo svetovno vojno; to je bila šolska enota za učenje novih pilotov.
Aprila 1945 je bil polk razpuščen in preostalo moštvo je bilo dodeljeno 11. padalskolovski diviziji.

## Organizacija
- štab
- I. skupina
- II. skupina

## Vodstvo polka
Poveljniki polka (Geschwaderkommodore)
- Hauptmann Walter Nowotny: februar 1944 - julij 1944